# Сент-Джон, Рой
Рой Сент-Джон (англ. Roy St. John; 1922, Гренада — 2013, Гренада) — гренадский спортсмен, спортивный функционер и политик. В 1976—1979 — министр спорта в правительстве Эрика Гейри. Впоследствии возглавлял Олимпийский комитет Гренады. Считается «отцом гренадского спорта».

## Чиновник, игрок, судья
С ранней молодости Роя Сент-Джона отличали качества трудолюбия и упорства. Занимался разными видами спорта. Служил в государственном аппарате, был чиновником ведомств здравоохранения и землепользования. Занимался обустройством игровых полей для футбола и крикета, сам играл в футбол, был футбольным судьёй. Был известен под прозвищем Manny — от Manager, Менеджер.

В 1960-е он был единственным рефери, который мог появиться в любом месте страны. Разъярённые толпы не врывались на поле и не прерывали матчи во время его судейства, настолько его уважали.

Политически Рой Сент-Джон был сторонником Эрика Гейри, состоял в Объединённой лейбористской партии Гренады. До середины 1970-х возглавлял Ассоциацию государственной службы.

## Спорт и политика
Рой Сент-Джон баллотировался в парламент на выборах 1976 года, но потерпел поражение от коммуниста Бернарда Корда. Это было связано с тем, что Корд представлял объединённую оппозицию — «Народный альянс», консолидировавший марксистское NJM и консервативную Национальную партию.
Премьер-министр Гейри назначил Сент-Джона министром спорта Гренады. На этом посту Сент-Джон уделял особое внимание развития гренадского футбола, крикета, нетбола, тенниса.
Гейристские и антикоммунистические взгляды Роя Сент-Джона предопределили его эмиграцию в США после прихода к власти NJM 13 марта 1979. При этом существует мнение, что Народно-революционное правительство Мориса Бишопа использовало его социальные и инфраструктурные достижения.
Сент-Джон вернулся на Гренаду после свержения режима. Руководил спортивными организациями, возглавлял Олимпийский комитет Гренады. Наряду с футболом и крикетом, способствовал подготовке гренадских боксёров и ватерполистов.

## Память и оценки
Рой Сент-Джон скончался 31 октября 2013 в возрасте 91 года. Премьер-министр Гренады Кит Митчелл назвал Сент-Джона «выдающимся сыном гренадской земли». Роя Сент-Джона называют «отцом гренадского спорта»
Ещё при жизни Сент-Джона, в 2009 году, его именем был назван парк с игровым полем в Сент-Джорджесе. Рой Сент-Джон был удостоен ордена Британской империи.
Паулина Сент-Джон — жена Роя Сент-Джона — известная гренадская нетболистка. Уолтер Сент-Джон — брат Роя Сент-Джона — был его заместителем в Олимпийском комитете, администратор соревнований по крикету на Гренаде и Наветренных островах.